# Lucemburská monarchie
Lucemburský velkovévoda je hlavou lucemburského státu. Lucembursko je velkovévodstvím od 15. března 1815, kdy vzniklo z území bývalého Lucemburského vévodství. Do roku 1890 bylo v personální unii se Spojeným královstvím nizozemským, oběma zemím vládla oranžsko-nasavská dynastie. Toho roku ale Lucemburčané odmítli akceptovat na trůnu ženu (dle tradičního salického práva), a od personální unie tak odpadli. Od té doby vládne Lucembursku vedlejší linie rodu, nasavsko-weilburská větev nasavských. Lucembursko je jediným suverénním velkovévodstvím na světě a od roku 1815 se zde vystřídalo devět panovníků – zajímavostí je, že mezi nimi byly i dvě ženy, přestože odmítnutí ženského následníka kdysi rozbilo personální unii s Nizozemskem (což mělo ale i jiné politické důvody). Původně držel panovník výkonnou moc. Po roce 1848, kdy byla přijata první ústava a monarchie se změnila v konstituční, velkovévoda stále ještě dle své libovůle jmenoval jako premiéry sobě blízké nezávislé osobnosti, nespojené s děním v parlamentu. Avšak po roce 1918 musel začít respektovat politické poměry v parlamentu. Od té doby držel výkonnou moc premiér a jeho vláda. Panovník měl formálně právo veta, jehož ovšem neužíval. Když tak prvně v historii učinil, roku 2008, kdy velkovévoda Jindřich Lucemburský odmítl podepsat zákon o eutanázii, bylo mu toto právo ihned odebráno a od té doby má již jen povinnost nový zákon formálně vyhlásit. Jeho postavení je tak čistě ceremoniální, mnohem více než v případě prezidentů v republikách. Do června 2011 bylo nástupnictví řízeno agnatickou primogeniturou (přednost mají prvorození a muži před ženami, avšak ženy mohou nastoupit na trůn, pokud mužský následník není k dispozici) v rámci rodu nasavských, jak bylo stanoveno v Závěrečném aktu Vídeňského kongresu z roku 1815 a jak bylo potvrzeno Londýnskou smlouvou z roku 1867. V červnu 2011 byla agnatická primogenitura nahrazena absolutní primogeniturou, tedy prvorozené ženy již nebudou muset ustupovat mladším mužským sourozencům. Zjevnému dědici může být udělen titul "dědičný velkovévoda". Celý tradiční titul lucemburského velkovévody zní: Z Boží milosti, velkovévoda lucemburský, vévoda nassavský, falcký hrabě rýnský, hrabě ze Saynu, Königsteinu, Katzenelnbogenu a Diezu, purkrabí z Hammersteinu, pán z Mahlbergu, Wiesbadenu, Idsteinu, Merenbergu, Limburku a Eppsteinu.